# ズボン

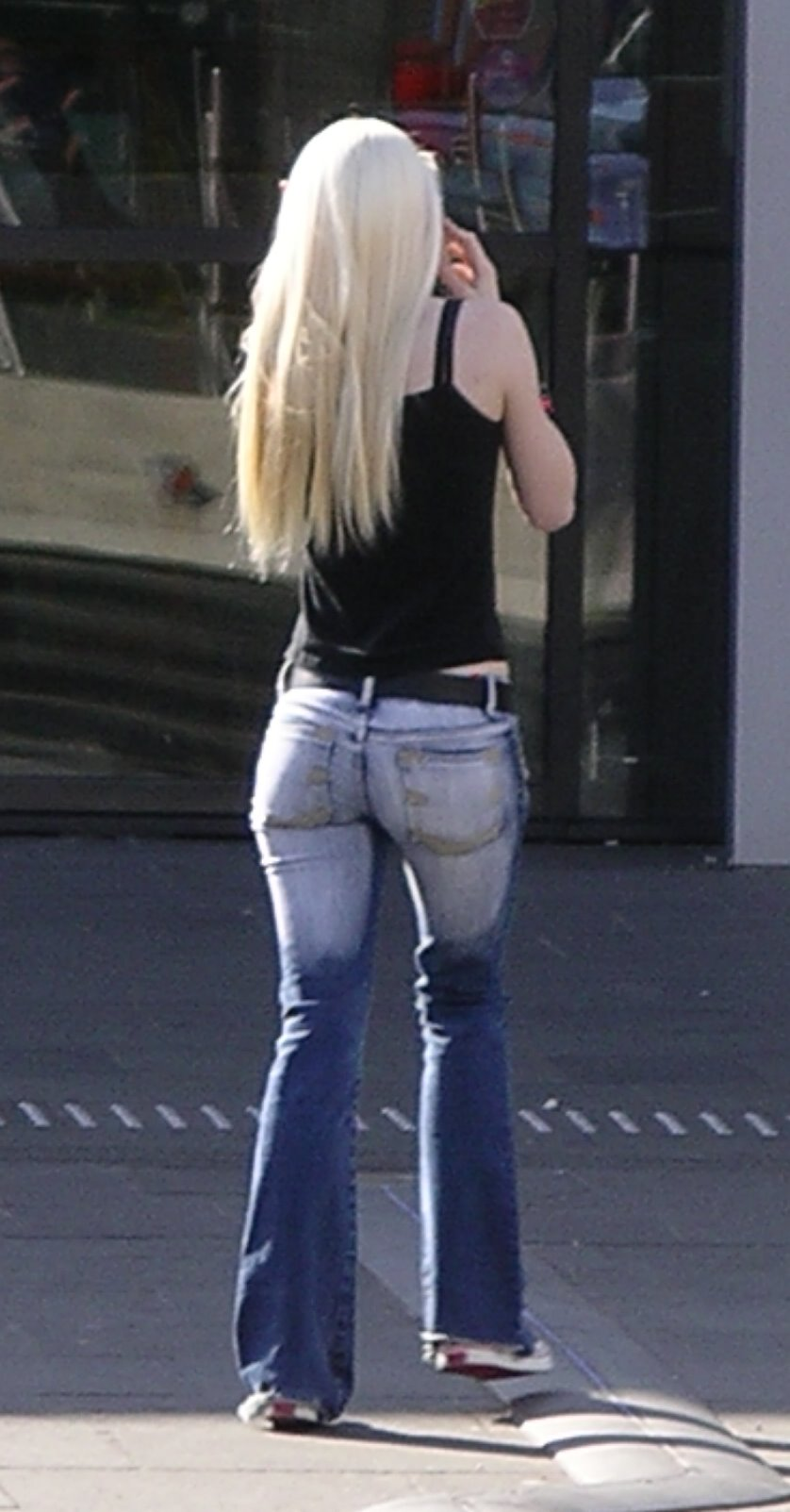
ブルージーンズ

ズボン（洋袴）とは衣服のボトムスの一種で、2本に分かれた筒に片脚ずつを入れて穿く形のものを指す。
下半身の下着を身に着けたその上に穿くものである。着用中にずり落ちてこないように、ベルトやサスペンダーなどで留められたり、腰部分にゴムや紐が入っていたりする。

## 名称
同様のものは、場合によって、スラックス、トラウザーズ、パンツなどと呼ばれることも多い。また、種類ごとにジーンズ、チノパン、カーゴパンツなどとも呼ばれる。
現在は、ファッション業界を主として、英語圏内で現在主に流通している「pants」（「pant」の複数形）に即してパンツという呼び方も勢力を増しつつあるが、一般的な日本語としては「ズボン」という呼び方のほうが主流である。例えば、「パジャマのズボン」、「スウェットのズボン」、「子供用ズボン」、「半ズボン」などという使い方が主となっている。
「ズボン」の語は、フランス語で「ペチコート」の意味の「jupon」から来ている説、穿くときにする音の擬音「ズボン」から名称ができたという説があるが、正確な由来は分かっていない。日本での当て字は洋袴である。

## 歴史

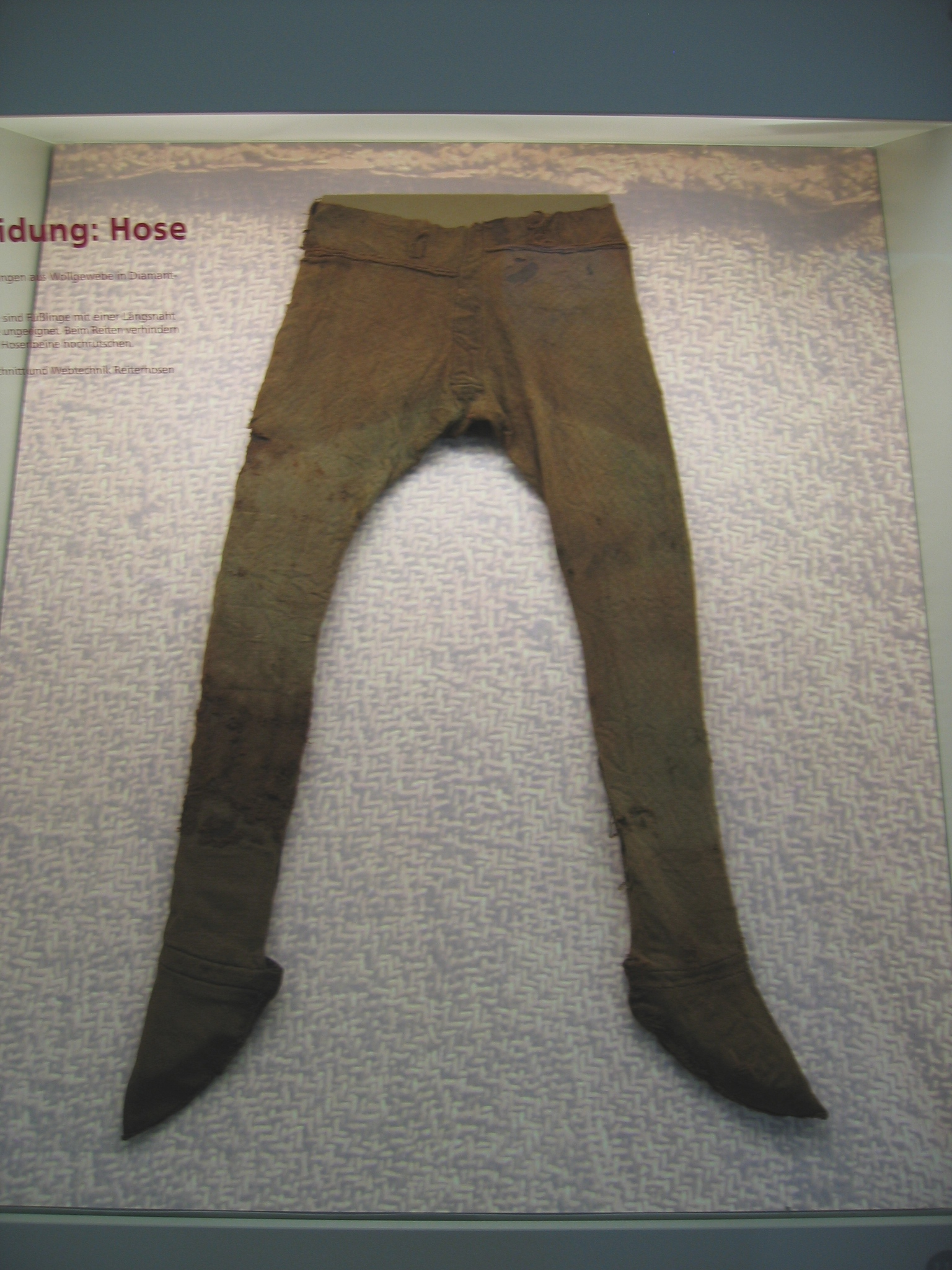
ドイツ・シュレースヴィヒ＝ホルシュタイン州のThorsberg沼で発見された4世紀のズボン

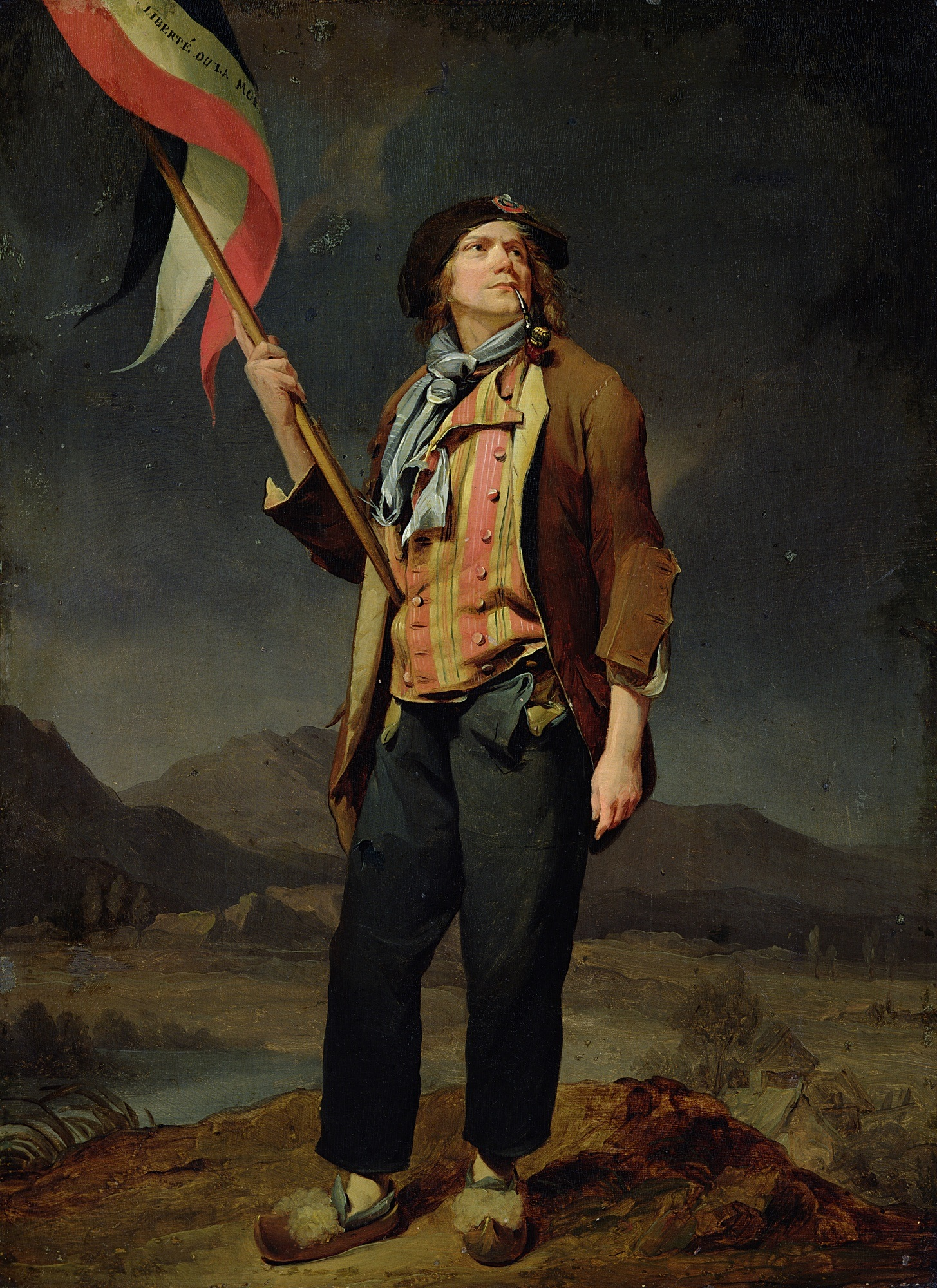
フランスにおける初期のズボン-ボワイイ作のサン・キュロット(労働者)

構造は単純であり、古代から存在した。世界最古のズボンは、中国タリム盆地の墳墓から見つかった3,300年前のもので、遊牧民が馬に騎乗する際に着用していたものと考えられている。同様のズボンは、イラン人やスキタイ人（アケメネス朝のペルシア人も含む）のようなユーラシア大陸の放牧民が着用し、後にハンガリー人やオスマン人によって近代ヨーロッパに伝達されることになる。
古代中国では騎兵だけが着用していた。紀元前307年に趙の武霊王が、北方の遊牧民族の習慣をまねする形で乗馬に適したズボン式の服装を初めて取り入れた。
日本でも、3世紀頃より直垂というズボンと同じ形式の着物が存在した。
古代からヨーロッパの文化に歴史上の要所で紹介されたが、用いるのは貴族階級に限られ、一般人にまで普及したのは16世紀以降の近世からである。
ズボンの英名であるTrousersという単語は中世アイルランドのtriubhas（体にぴったりとしたショートパンツ）から来たゲール語を起源としている。

### 男性のズボン
英語のTrousersが単数形ではなく複数形なのは、15世紀に男性たちが着用していた別々のホース（hose:中世貴族が着ていたタイツ）がその起源だからである。ホースは作成が容易で、上部にあるポイントと呼ばれるダブレット（Doublet）に紐で固定しやすかったが、時を経るにつれ2つのホースは結合されていった。最初は後ろが結合され、表側も結合されていったが、衛生的な機能のために大きな開放部がまだ残されていた。元々はダブレットがほぼ膝まで届く長さとなっており、陰部を効果的に覆い隠すことができたが、流行が変化してダブレットが短くなり、男性は生殖器をコッドピース（codpiece）で覆う必要が出てきた。
16世紀末になるとコッドピースはホースと一体化していた。この筒は現在では通常ブリーチ（breeches）と呼んでおり、だいたい膝までの長さがあり、フライフロント（比翼）やフォールフロントといった開閉機能を有していた。
フランスの男性はフランス革命当時、たとえ上流階級の出であったとしても、それまでの上流階級の膝丈のブリーチに代えて、労働者階級の衣服を着るようになった。足首まであるズボン（フランス語はパンタロン）、あるいは、ニッカーボッカーのような膝丈ほどの長さのキュロットなどであった。
このスタイルは19世紀初期にイングランドへと伝わった。伝えたのはジョージ・ブライアン・ブランメルと推測されている。19世紀中頃までファッションストリートの流行服としてブリーチに取って代わった。ブリーチは若い学生によりプラスフォアーズ（plus-fours）や運動着とするためのニッカーズ（knickers）として1930年代を生き延びた。
水兵は世界中のファッションとしてのズボンを普及させる役割を担ったと推測される。17世紀から18世紀にかけて、水兵はガリガスキンズ（galligaskins）と呼ばれるだぶだぶのズボンを着用していた。水兵はまたデニムで作られたズボンであるジーンズを最初に着用した人々でもあった。これらはがっしりとしていて頑丈だったため、19世紀後半にアメリカ西部でさらに一般的になった。

### 女性のズボン

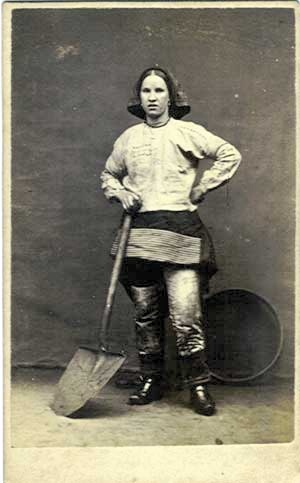
ウィガンの炭鉱で働く女性

20世紀後半になるまでズボンは女性のファッションアイテムにならなかったが、100年前には屋外作業用として男性のズボンをサイズを直して着用し始めた。
ウィガンのピットブローガールズ（pit brow girls）は危険な炭鉱での仕事のためにズボンを着用し、それがヴィクトリア朝の社会を憤慨させた。彼女たちはズボンの上にスカートを着用し、それをめくりあげてウエストで固定した。
19世紀アメリカ西部の牧場で働く女性もまた乗馬のためにズボンを着用し、また20世紀初期には女性飛行士などの女性もよくズボンを着用していた。女優のマレーネ・ディートリヒ（Marlene Dietrich）とキャサリン・ヘプバーン（Katharine Hepburn）は1930年代からズボンをはいた格好で写真をとり、ズボンが女性にも受け入れられる一助となった。第二次世界大戦中には女性が工場で働いて戦争のために男性の仕事を行うときに、その作業内容によりズボンを着用していた。そして戦後になるとガーデニングやビーチなどのレジャーや娯楽のためのカジュアルウェアとして容認されるようになった。

## ズボンの種類
- ウインドブレーカーパンツ
- オー・ド・ショース
- スラックス
- ニッカポッカ
- ジーンズ
  - ストーンウォッシュジーンズ
- ショース
- サブリナパンツ
- トレーニングパンツ
- ハーフパンツ
- カーゴパンツ
- スウェットパンツ
- パンタロン
- ブレー
- スパッツ
- ヒップボーンパンツ
- バギーパンツ
- ベルボトム
- バミューダパンツ
- ペインターパンツ
- ブーツカットパンツ
- ガウチョパンツ
- カーペンターパンツ
- オーバーオール
- チノ・パンツ
- キュロットパンツ
- ジムショーツ
- フィットパンツ
- パラッツォパンツ
- ライダースパンツ

## ズボンの構造
スラックス、ジーンズ、カーゴパンツなどのズボンには、共通の構造がある。

### シルエット
普通型
流行によって細くなったり太くなったりするが、あまり変化はない。
テーパード
裾口に向かって、先細りになっている。
スリム・スラックス
- スキニー

テーパードを細くしたもの。
パイプド・ステム
煙突のように、上から下まで同じ太さのもの。
フレア
膝まではぴったりしており、膝から裾に向かって広がっているもの。
- ブーツカット

丈の長いブーツが下に履けるもの。
- ベルボトム（パンタロン）

裾の広がりがブーツカットよりも大きいもの。膝から下がベルのように広がっている。
セーラー・パンツ
ヒップの下から裾に向かって広がったもの。
オックスフォード・バックス（バギーパンツ）
極端に太いシルエット。
- ディナー（ディナージーンズ）

### ウエストバンド
セパレート・ウエストバンド（スプリットウエストバンド）
腰帯が身頃（みごろ）と別になっている仕様のパンツ。腰帯にはベルト通しが付く。ベルトを用いる。
ベルトレススラックス（カリフォルニア・ウエストバンド、ハリウッドウエストバンド、ワンピースウエストバンド）
腰帯と身頃が一体になっている仕様のパンツ。サスペンダーを用いる。アジャスターベルトという金具が着いていて、ウェストサイズが調整できる。礼服に多いスタイル。1個から2個のボタンで腰帯と身頃を閉める。

### タック
タックは、腰回りの前側にあるひだ（プリーツ）。ヒップと腿（もも）周りに余裕をもたせる。
タックが多いほど太くなり、クッションを長くする必要がある。
ノータック
タックのないもの。ノークッションとハーフクッション向き。
ワンタック
タックが1本あるもの。ハーフクッションとワンクッション向き。
ツータック
タックが2本あるもの。ワンクッション向き。
インタック
内倒しのタック。
アウトタック
外倒しのタック。

### 前立て
前開きズボンの前立ての留め具には、ボタンとファスナーの2通りがある。
- ボタン式

正装では、ボタンを用いる。
フロントの布を止めるボタン式を broadfall ( fallfront )と呼ぶ。
- ファスナー式

ズボンの前立てが開いたままのことを、俗に「社会の窓が開いている」と言った。英語では"open fly"と呼ぶ。

### 脇ポケット
バーティカル・スリット・ポケット
脇経線を利用したもの、正装にふさわしい。型くずれを起こしにくい。
ホリゾンタル・スリット・ポケット
前脇を横にカットしたもの、正装にふさわしい。
フォワード・セット・ポケット
ポケット口の上端を脇より前に寄せたもの。ポケット口が斜めになり、カジュアルなズボンに用いられる。
ウォッチポケット(フォブ・ポケット)
フォブは時計隠しの意味。懐中時計やコインを収納するためのポケット。

### 後ろポケット
後ろポケットは、ボタン付きのほうが型くずれを起こしにくい。
スリット・ポケット
切れ目が入ったポケット。礼服に用いられる改まった仕様。
フラップ・ポケット
蓋付きのポケット。スーツに用いられる。
アコーディオン・ポケット
膨らんだ蓋付きのポケット。カジュアルなズボンに用いられる。
パッチド・ポケット
貼付け式のポケット。カジュアルなズボンに用いられる。

### 裾
モーニング・カット（アングルド・ボトム）
前を高く、後ろを低く仕立てたもの（靴にかかるのを防ぐため）。シングルより改まったもの。
カフレス（シングル）
裾に折返しのないもの。シングルのほうが、ダブルよりも正式。
ターンナップ（ダブル）
裾口を長く折り曲げて、ダブルにしてあるもの。ダブルの裾口の折返しは、4〜5cm位が目安（身長が178cm未満の人は4〜4.5cmくらいで、178cm以上の人は5cmくらい）。
カット・オフ
裾口を切り離したままにしているもの。ジーンズなど。
レース・アップ
作業用として紐でしばっていたのが、のちに飾りとなったもの。

### 股上の深さ
股上は、前側の股から腰までの長さ。股上が大きいズボンを，「股上が深い」という。
レギュラー
ウエストにベルトを締めるとき、もっとも身体に合った位置。
ハイ・ライザー
股上が深い。サスペンダー用。チョッキを用いないと、ベルトの上でズボンが余るのでよくない。
ヒップハング（ローライズ）
腰骨のところにベルトがかかり、股上が浅い。

### 裾丈の長さ
下に行くほどスラックスが長くなる。クッション（裾と靴の甲との当たり）が短いほど、スラックスを細く、タックを少なくする。
スラックスの裾は踵から1〜2cmの上あたりであり、必ず靴を履いた状態で測る。
ノークッション
スラックスの裾が靴の甲に当たらない長さ。 立っているときは臑（すね）が見えないが、座ったときに見えるおそれがある。ノータック向き
ハーフクッション
スラックスの裾が甲にわずかに当たる長さ。 ノータックとワンタック向き。
ワンクッション
スラックスの裾が靴の甲にしっかりと当たる長さ。ワンタックとツータック向き。